# ELM327

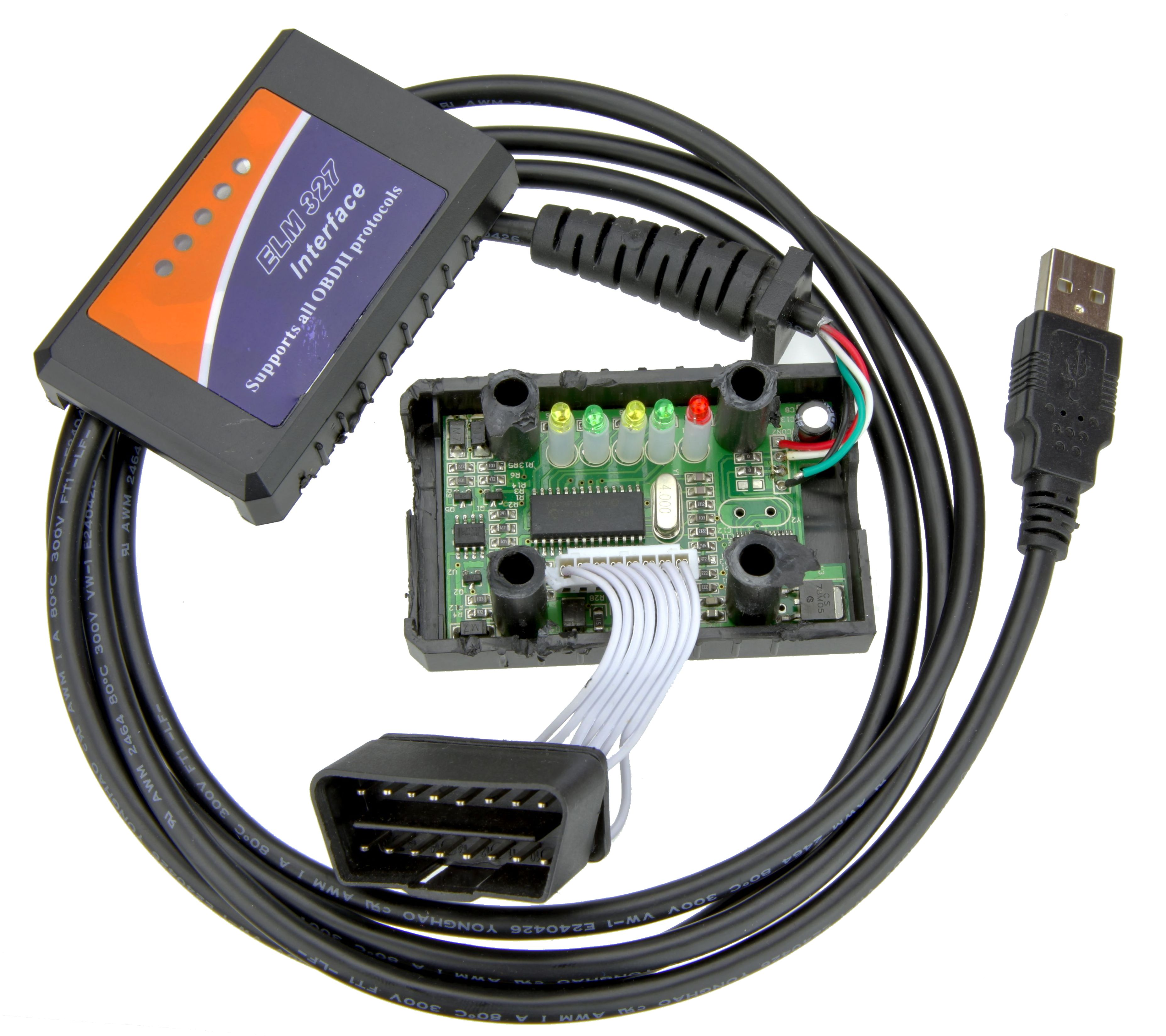
Rozhraní na bázi ELM327 využívající konektor podle standardu OBD-II a USB pro připojení osobního počítače k diagnostickému systému vozidla

ELM327 je programovaný mikrokontrolér vyrobený pro překlad rozhraní palubní diagnostiky (OBD), které se nachází ve většině moderních automobilů. Příkazový protokol ELM327 je jedním z nejpopulárnějších standardů rozhraní PC-OBD a je implementován také jinými dodavateli. Původní ELM327 byl implementován na mikrokontroléru PIC18F2480 od Microchip Technology.

## Funkce

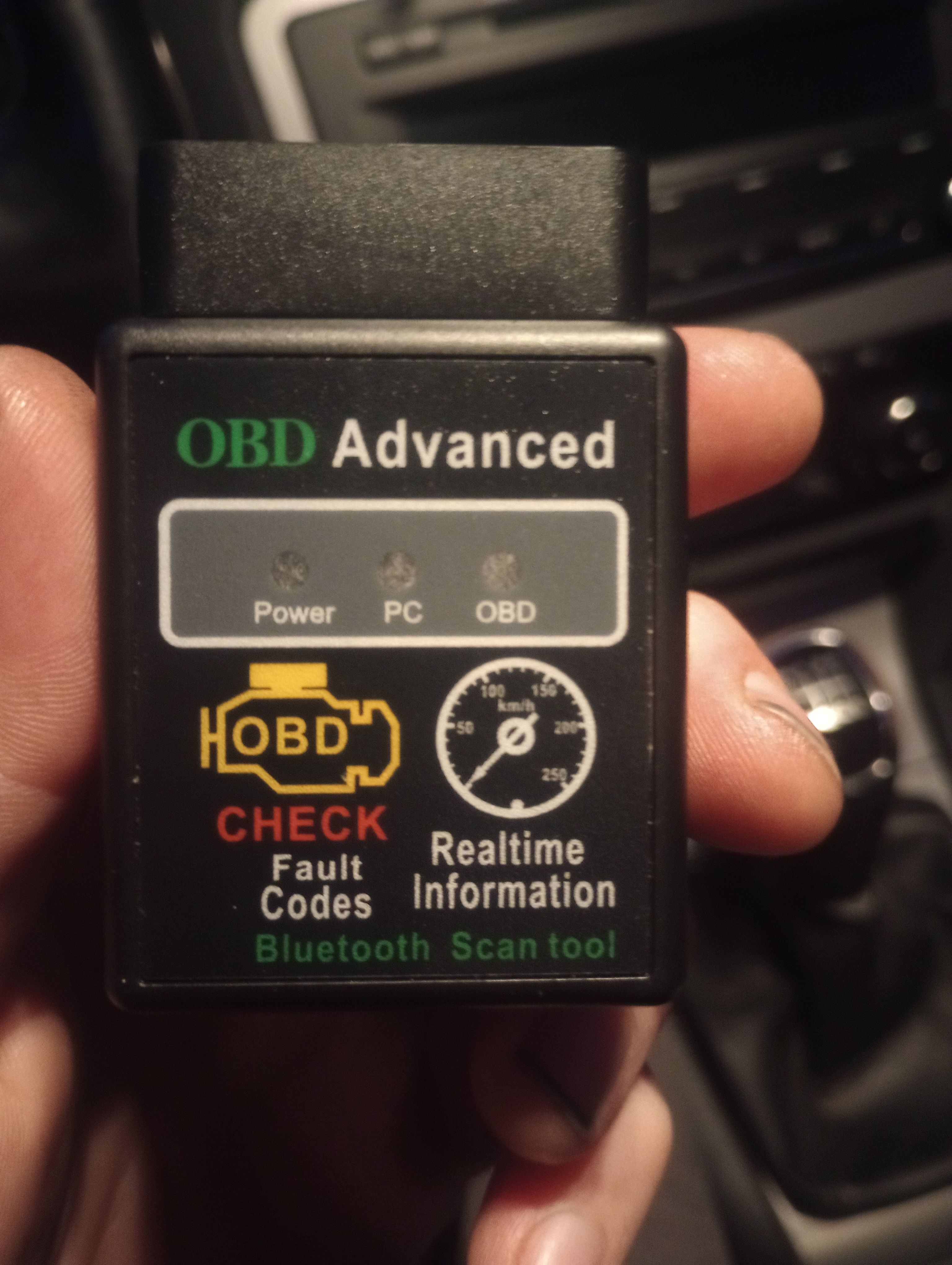
Modul na bázi ELM327, vybavený konektorem podle OBI-II, který umožňuje prostřednictvím připojení Bluetooth provádět diagnostiku pomocí aplikace v chytrém telefonu.

ELM327 abstrahuje nízkoúrovňový protokol a představuje jednoduché rozhraní, které lze volat přes UART, typicky ručním diagnostickým nástrojem nebo počítačovým programem připojeným přes USB, RS-232, Bluetooth nebo Wi-Fi. Existuje velké množství dostupných programů, které se připojují k ELM327. Mezi jejich základní funkce patří doplňkové vybavení vozidla, hlášení a mazání chybových kódů.
Funkce:
- Přečtetení diagnostických chybových kódů
- Vymazání paměti chyb a deaktivace kontrolky MIL (běžně známé jako „Kontrolka motoru“)
- Zobrazení aktuálních dat senzorů:
  - Otáčky motoru
  - Vypočítaná hodnota zatížení
  - Teplota chladicí kapaliny
  - Stav palivového systému
  - Rychlost vozidla
  - Krátkodobá spotřeba paliva
  - Dlouhodobá spotřeba paliva
  - Tlak v sacím potrubí
  - Předstih zážehu
  - Teplota nasávaného vzduchu
  - Rychlost proudění vzduchu
  - Absolutní poloha plynového pedálu
  - Tlak paliva